# Tycho (hố Mặt Trăng)

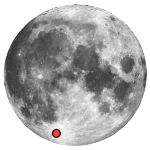
Vị trí của hố Tycho được nhìn từ Bắc Bán cầu

Tycho (/ˈtaɪkoʊ/) là một hố Mặt Trăng (hố va chạm) nằm ở vùng cao phía nam của Mặt Trăng, được đặt tên theo sau nhà thiên văn học người Đan Mạch Tycho Brahe (1546–1601). Hố được ước tính là đã 108 triệu năm tuổi.
Về phía nam của hố Tycho là hố Street, phía đông là hố Pictet, và phía bắc-đông bắc là hố Sasserides. Bề mặt xung quanh hố Tycho được lấp đầy bởi nhiều hố có kích cỡ thước nhau, một vài hố chồng chéo có tuổi thọ già hơn. Một vài hố nhỏ là hố va chạm thứ hai hình thành từ va chạm ejecta của hố Tycho.
Hố là một trong những hố sáng nhất của Mặt Trăng, với đường kính là 85 km (53 mi) và độ sâu là 4.800 m (15.700 ft).

## Tuổi và đặc điểm
Tycho là một hố tương đối trẻ, với tuổi thọ ước tính là 108 triệu tuổi, dựa trên phân tích mẫu vật trong nhiệm vụ Apollo 17. Độ tuổi này cho biết nguyên nhân gây va chạm có thể là một thiên thạch đến từ nhóm Baptistina, nhưng đây vẫn chỉ là giả thuyết. Tuy nhiên, sự có thể này được quan sát bởi Wide-field Infrared Survey Explorer vào năm 2011, nó tìm thấy nhóm thiên thạch Baptistina này va chạm trễ hơn, khoảng 80 triệu năm trước.
Vành hố rất dày, không giống như những hố va chạm khác. Phần phía trong hố có suất phản chiếu cao nên hố dễ dàng được nhìn thấy khi Mặt Trời ở đỉnh đầu, và hố được xoay quanh bởi một hệ thống tia riêng biệt được hình thành bởi những tia bức xạ dài xa tới 1,500 km. Những tia bức xạ này có thể quan sát được khi hố Tycho bị chiếu sáng bởi ánh sáng Trái Đất. Bởi vì những tia bức xạ nhìn thấy này, hố Tycho được đánh dấu là một phần của hệ thống Copernican.

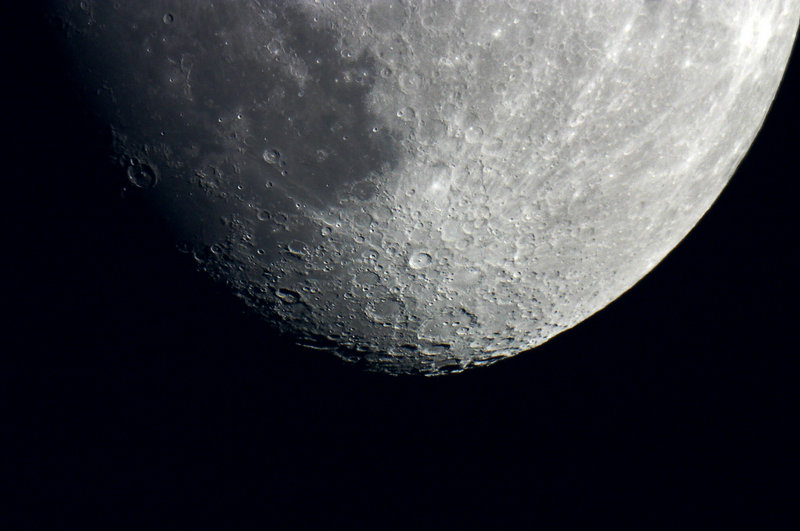
Hệ thống tia lớn tọa lạc ngay giữa hố Tycho

Bờ lũy ngay vành có suất phản chiếu thấp hơn phần phía trong ngắn hơn một trăm kilômét. Vành đen của hố có thể được hình thành từ khoáng vật trong lúc va chạm.
Tường phía trong của hố sụp xuống và có bậc thang, đi xuống thềm hố tương đối bằng phẳng. Thềm hố cho biết dấu hiệu của vụ phun trào núi lửa, rất có thể là đá tan chảy từ vụ va chạm. Một bức hình thiên văn chi tiết của thềm hố cho thấy nó được bao phủ bởi các khe nứt và đồi nhỏ. Đỉnh trung tâm có độ cao khoảng 1.600 mét (5.200 ft) so với thềm hố, và một đỉnh khác thấp hơn nằm ngay ở phía đông bắc của khối núi.
Quan sát hồng ngoại của bề Mặt Trăng trong lúc thiên thực cho thấy hố Tycho làm lạnh chậm hơn những phần khác của bề mặt, làm hố trở thành một "điểm nóng". Hiệu ứng này là hệ quả của sự khác nhau vật liệu (chất liệu) của hố.

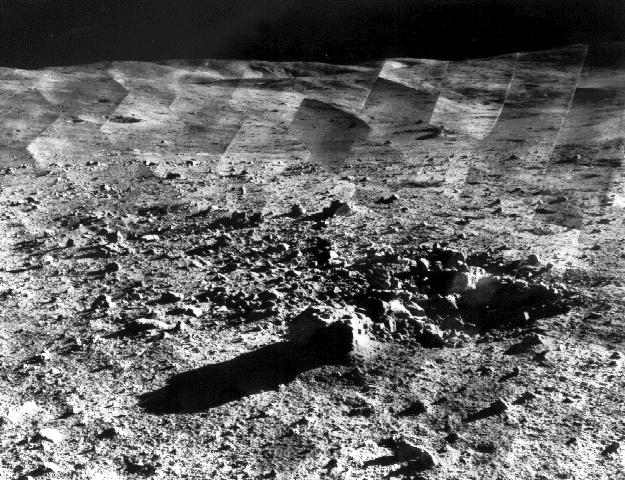
Tầm nhìn toàn cảnh của bề mặt Mặt Trăng được chụp bởi Surveyor 7, có chỗ đáp cách vành hố Tycho một khoảng 29 km

Vành hố Tycho là mục tiêu của nhiệm vụ Surveyor 7. Tàu robot đáp an toàn ở phía bắc của hố vào tháng 1 năm 1968. Tàu tiến hành đo lường hóa học bề mặt, phát hiện thấy nhiều nguyên liệu khác nhau. Từ điểm này, một trong những thành phần chính của vùng cao được cho là anorthosit, một vật liệu giàu trong nhôm. Hố này cũng được chụp rất chi tiết bởi Lunar Orbiter 5.
Trong những thập niên 1950 đến thập niên 1990, nhà động lực học của NASA là Dean Chapman và những người khác nâng cao lý thuyết tektite của Mặt Trăng. Chapman sử dụng mẫu máy tính quỹ đạo phức hợp và hầm gió rộng để hỗ trợ lý thuyết cho rằng tektite của Úc được bắt nguồn từ ejecta Rosse của hố Tycho. Cho đến khi ejecta Rosse được nghiên cứu mẫu vật, nguồn gốc tektite trên Mặt Trăng không phải là vô lý.
Hố này được vẽ trên bản đồ Mặt Trăng vào những ngày đầu của năm 1645, khi Antonius Maria Schyrleus de Rheita vẽ một hệ thống tia chói sáng.

## Tên
Tycho được đặt tên sau nhà thiên văn học người Đan Mạch Tycho Brahe. Cũng giống như các hố Mặt Trăng khác, các hố này được đặt tên theo sau tiêu chuẩn bởi một nhà thiên văn học Dòng Chúa Giêsu Giovanni Riccioli, khi mà hệ thống đặt tên năm 1651 của ông trở thành tiêu chuẩn. Các nhà chụp ảnh hố Tycho trong thời kỳ đầu đã dùng tên khác của hố. Pierre Gassendi đặt tên cho nó là Umbilicus Lunaris ('lỗ rốn của Mặt Trăng'). Bản đồ năm 1645 của Michael van Langren gọi nó là "Vladislai IV" dưới tên của hoàng tử Władysław IV Vasa, Vua của Ba Lan. Và Johannes Hevelius đặt tên cho nó là 'Mons Sinai' sau cái tên của núi Sinai.

## Hố vệ tinh
Theo quy ước, những tính chất này được xác định trên bản đồ bằng cách đặt từng chữ cái là tên của các hố vệ tinh gần với Tycho nhất.
| Tycho | Tọa độ                            | Đường kính, km |
| ----- | --------------------------------- | -------------- |
| A     | 39°56′N 12°04′T / 39,94°N 12,07°T | 29             |
| B     | 43°59′N 13°55′T / 43,99°N 13,92°T | 14             |
| C     | 44°07′N 13°28′T / 44,12°N 13,46°T | 7              |
| D     | 45°35′N 14°04′T / 45,58°N 14,07°T | 26             |
| E     | 42°20′N 13°40′T / 42,34°N 13,66°T | 13             |
| F     | 40°55′N 13°13′T / 40,91°N 13,21°T | 17             |
| H     | 45°17′N 15°55′T / 45,29°N 15,92°T | 8              |
| J     | 42°35′N 15°25′T / 42,58°N 15,42°T | 11             |
| K     | 45°11′N 14°23′T / 45,18°N 14,38°T | 6              |
| P     | 45°26′N 13°04′T / 45,44°N 13,06°T | 7              |
| Q     | 42°30′N 15°59′T / 42,5°N 15,99°T  | 20             |
| R     | 41°55′N 13°41′T / 41,91°N 13,68°T | 4              |
| S     | 43°28′N 16°18′T / 43,47°N 16,3°T  | 3              |
| T     | 41°09′N 12°37′T / 41,15°N 12,62°T | 14             |
| U     | 41°05′N 13°55′T / 41,08°N 13,91°T | 20             |
| V     | 41°43′N 15°26′T / 41,72°N 15,43°T | 4              |
| W     | 43°18′N 15°23′T / 43,3°N 15,38°T  | 21             |
| X     | 43°50′N 15°15′T / 43,84°N 15,25°T | 12             |
| Y     | 44°07′N 15°56′T / 44,12°N 15,93°T | 22             |
| Z     | 43°14′N 16°21′T / 43,23°N 16,35°T | 23             |

## Thư viện

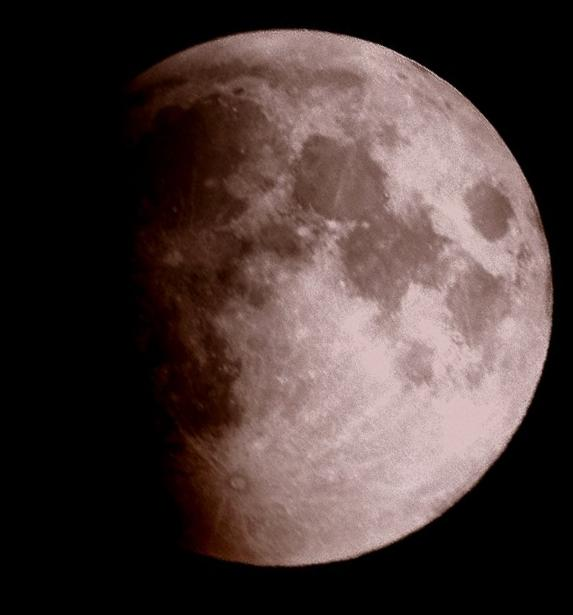
Nguyệt thực tháng 3 năm 2007. Bóng tối của Trái Đất làm rõ chi tiết trên bề mặt Mặt Trăng. Hệ thống tia lớn từ hố Tycho làm rõ tính chất đặc biệt của nam bán cầu.
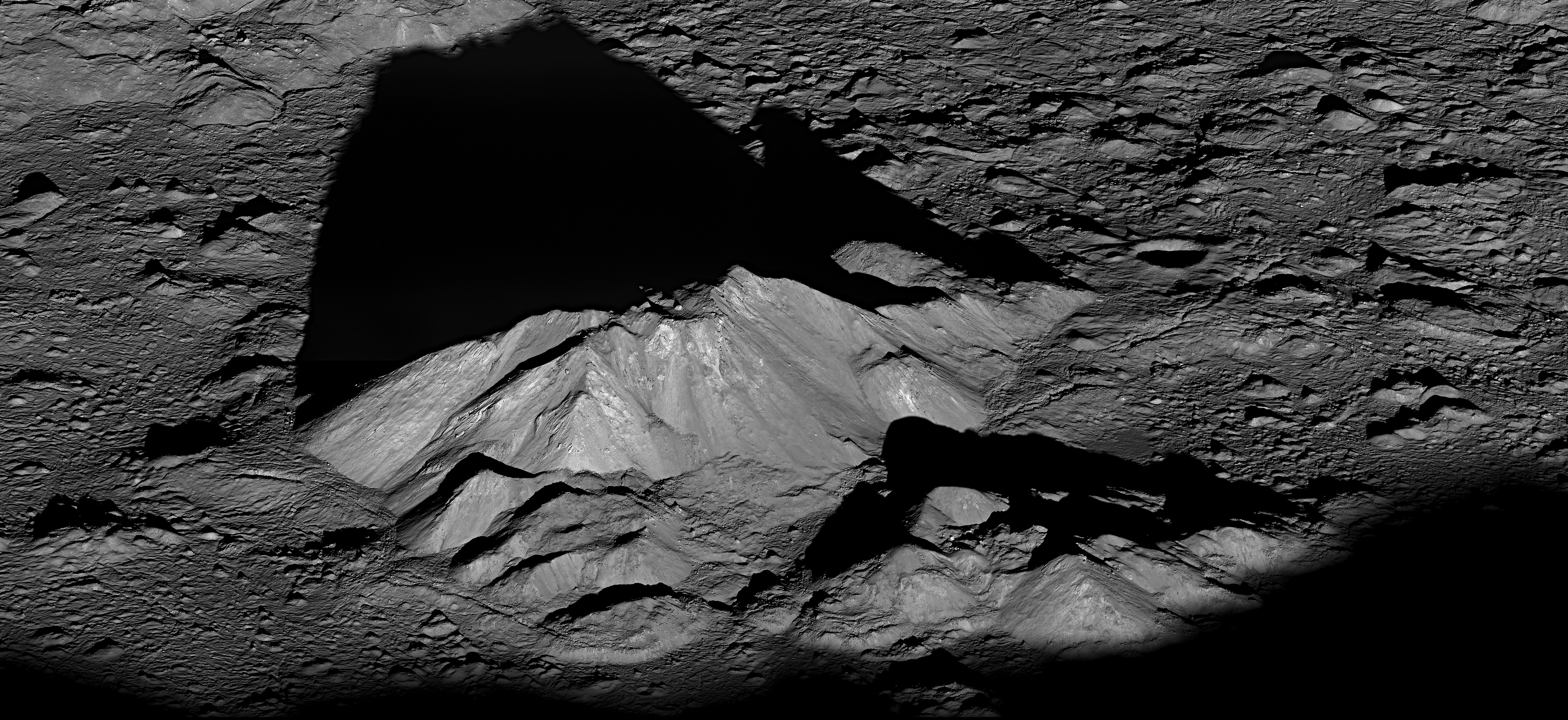
Đỉnh trung tâm phức hợp của hố Tycho, được chụp từ Lunar Reconnaissance Orbiter vào bình minh năm 2011.
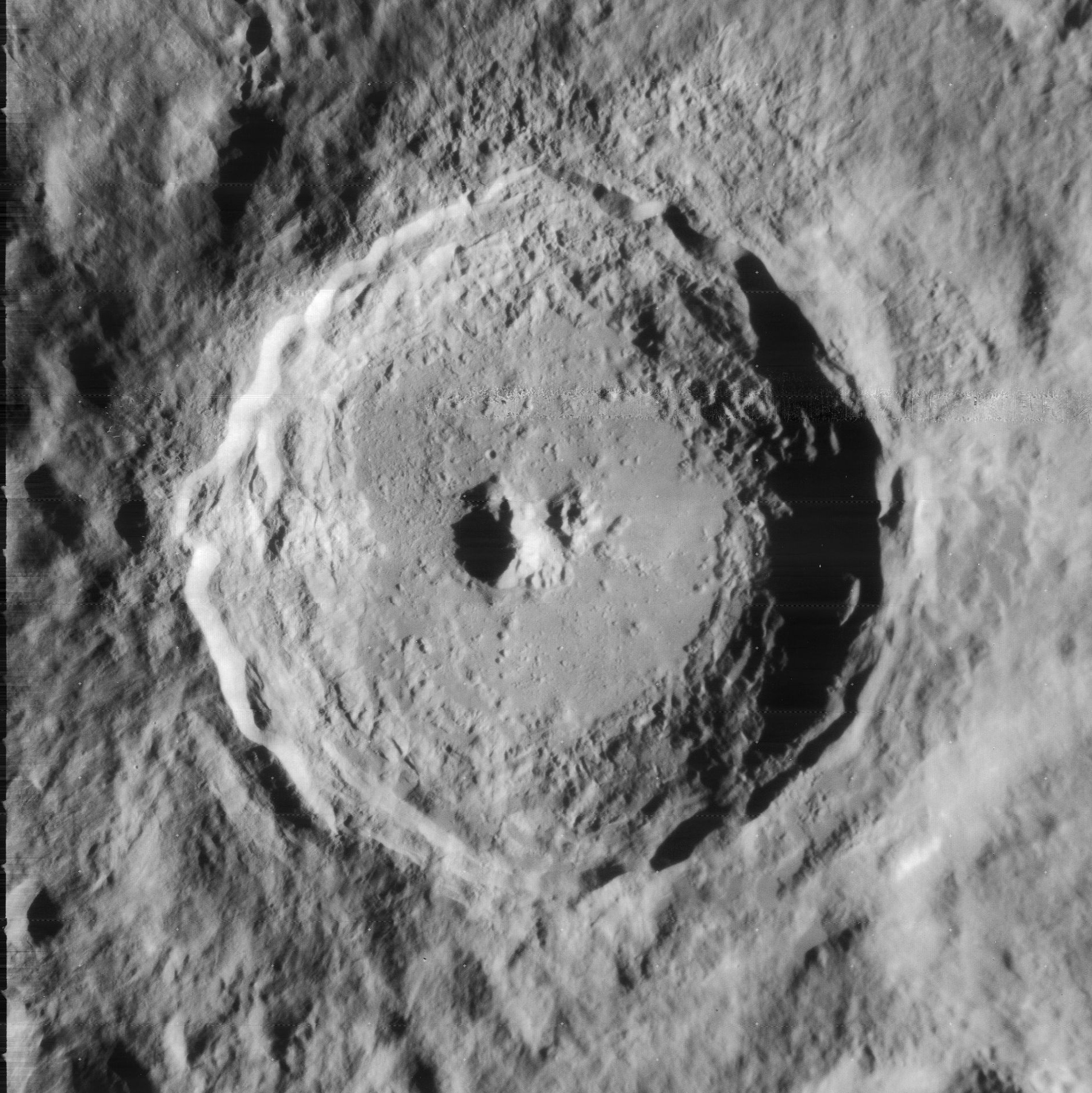
Hình từ Lunar Orbiter 4 vào năm 1967
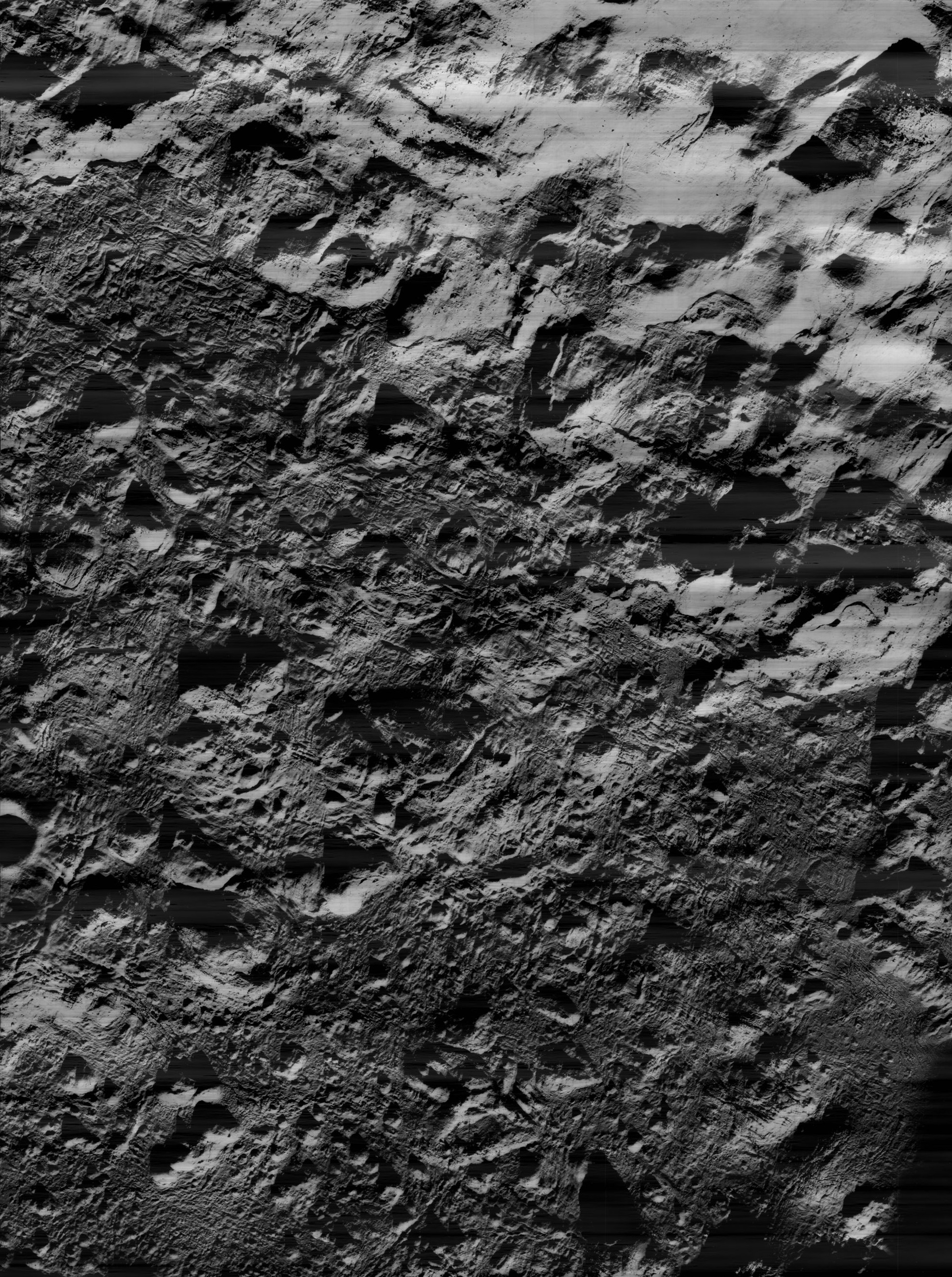
Hình từ Lunar Orbiter 5 của thềm hố phía đông bắc, cho thấy sự bất bình thường của bề mặt với những khe nứt va chạm. Nguồn sáng từ bên dưới phải.
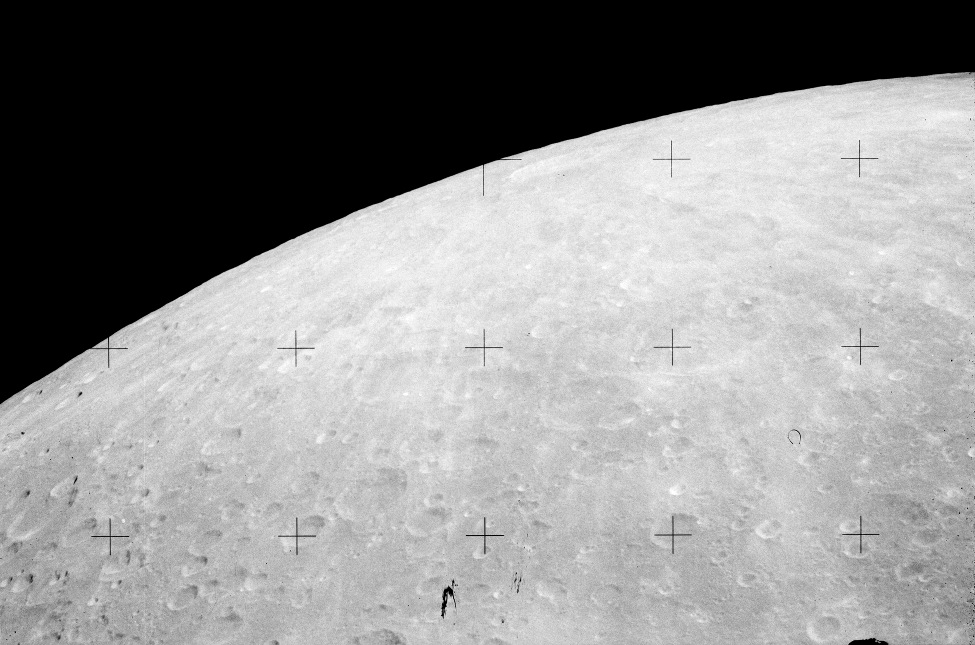
Tycho không được chụp gần trong chương trình Apollo, nhưng Apollo 15 chụp được hình này.